# Viliumas
Viliumas ist ein männlicher litauischer Vorname.

## Herkunft
Der Vorname ist vom litauischen männlichen Vornamen Vilius abgeleitet.

## Personen
- Viliumas Malinauskas (* 1942), Unternehmer und Museumsgründer